# .bb
.bb is het achtervoegsel van domeinnamen in Barbados. .bb-domeinnamen worden uitgegeven door Telecoms Unit, die verantwoordelijk is voor het top level domain 'bb'.
Via Telecoms Unit kunnen domeinen onder de volgende domeinnaamextensies worden geregistreerd:
- .bb
- .com.bb
- .net.bb
- .org.bb
- .gov.bb
- .info.bb
- .co.bb
- .store.bb
- .tv.bb
- .biz.bb